# 胚種論

圖中的彗星攜帶細菌來到地球。

胚種論、胚種說、胚種假說（英語：Panspermia），是一種假說，猜想各種形態的微生物存在於全宇宙，並藉著流星、小行星與彗星散播、繁衍。
在泛種論相關的假說裡，生命可以在宇宙中移動、存活，是一些行星遭到撞擊後，彈射到宇宙中，夾帶類似嗜極生物的细菌之類生命體的殘骸。這些生命隨著殘骸移動到其他行星或原行星盤前可能會進入類似休眠的状态，完全靜止活動。當這些生命進入適合生存的行星，牠們便會開始活動並啟動進化。泛種論並未解釋生命的起源，它只是說明了維持生命存續的可能。

## 概說
已知這個假說最早始於西元前5世紀的希臘哲學家阿那克薩哥拉。到了19世紀，這個假說再一次引起永斯·貝采利烏斯、開爾文、赫爾曼·馮·亥姆霍兹和斯凡特·奥古斯特·阿倫尼烏斯
等科學家們的注意。儘管現在並沒有足夠的證據能支持泛種論的假說，而且不太可能有生物能在宇宙中移動並生存下來，弗雷德·霍伊爾爵士與錢德拉·魏克拉馬辛格仍是這個假說的重要擁護者，並認為直到現在，仍有生命以泛種論的方式進入地球，除了引發新的傳染病與災難，更是宏觀演化所不可缺少的因子。
泛種論並沒有說生命必定能在整個宇宙中生存下來。但是，一旦泛種論的行為展開了，終究有機會找到適合生存的環境。
另一種相似的猜想是一個更有限的假說叫作外源論（英語：exogenesis）是認定地球上的生命起源是來自宇宙的其它地方。外源論對於生命分布的預測沒有像泛種論那般普遍。

### 泛種機制
泛種論所提出的星際機制仍然只是假說，並且仍未能證實，它指稱的是微生物在星際（眾恆星系統之間）或行星際（同一恆星系統內的眾行星之間）的一種運輸機制。其中也包含生命由太空進入地球或是由地球將生命送到其他星系的推測。此外，湯瑪士·的漢（Thomas Dehel）認為磁場中的電漿粒團可以載運而不會破壞孢子，並用足夠的速度穿過宇宙，到達另一個星系。
行星間的物質傳遞已有充分文件記載，比如在地球上找到的火星隕石就是一種證據。
太空探測器也是一種可行的載具，牠們一樣可以往其他行星，或是更遙遠的星系移動。然而航天中心一般都會對太空探測器進行殺菌作業，因此生命較難以附著。星塵號太空探測器 - 是彗星與泛種論的連結，是於2004年由美國太空總署（NASA）發射升空，並從彗星尾部取得的樣本中，第一次發現彗星中找到生命結構物質的存在。文件中指出他們在樣本中找到了氨基乙酸與其他的有機物質。相信這些冰凍的物質是被彗星載著在宇宙中穿梭，直到太陽將彗星上的氣體融解後才被分離出來。

## 研究
在大部份的宇宙被探索，或是在我們接觸到外星文明前，泛種論仍將難以驗證。

### 地球早期的生命

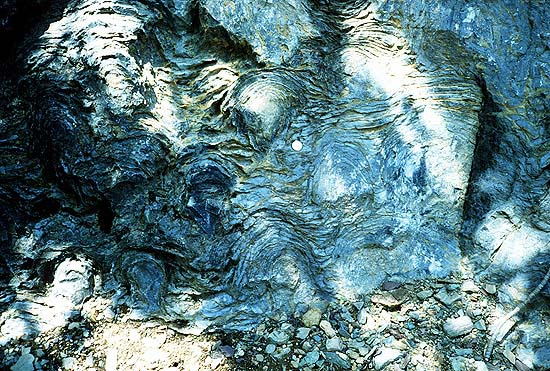
美國冰川國家公園前寒武紀的疊層石。它的結構與35億年前結凍的藻類微生物相同。是目前發現地球上最早遺留下來的生命形態。

在前寒武紀，化石證明了生命在地球形成後便迅速出現。這暗示我們，只要生存條件足夠，生命能在數億年間繁衍起來。科學家推測地球自形成以來已經經過了45.5億年。已知地表上最古老形成冥古宙的沉積岩來自南方的亞開里亞島(Akilia)與西邊的格陵蘭，並且至少在38.5億年前就已經形成。
已知的最早石化成岩塊的疊層石或細菌是在35億年前。這些來自疊層石、藍菌的細菌會進行光合作用，這便是生命起源的模式裡，最古老的氧化還原反應。由阿波羅計畫中從月球帶回來的樣本顯示，大約39億年前，月球進入了後期重轟炸期，遭受了以往100倍以上的衝擊。科學家取出月球隕石坑中的物質加以分析，發現與火星隕石坑的物質相同，研究人員克林（Kring）與科亨（Cohen）認為這些都是後期重轟炸期，受到小行星衝擊所形成，他們相信整個太陽系也都受到了衝擊。這些衝擊像是在為地球表面進行殺菌消毒一般，就連海洋深處也難以幸免。
從威尔金森微波各向异性探测器所得到的數據裡，科學家推測宇宙的年齡是137億年。在宇宙形成後，一個星球必須在恆星核合成中得到碳、氮與氧這些生命的其本元素後，經過數千萬年的時間才得以成形。這表示生命要出現在宇宙中，至少得要等到127億年前之後才有可能。
若是我們猜想生命源自地球，並在地球形成後花費10億的時間讓生命誕生，大致可以推測地球的生命出現在前35到39億年之間。反之，若生命是來自別處，牠們甚至可能在地球形成後的9億年前就到來，儘管地球必須到前35億年後才能提供友善的生存環境。

### 嗜極生物
天文學家也對嗜極生物感到興趣，因為生命最初的形態就是生存在那些惡劣的環境中。事實上，許多原始生命的生存環境比現今發現的嗜極生物的生存環境還要惡劣，卻仍能在那樣的環境中長期保存下來。即使是在宇宙、深海中，牠們也可以進入靜止狀態，直到環境變得適合生存。
有些細菌與動物在超過攝氏100度的深海裡生存；甚至有研究發現細菌在250 °C的真空下活動。這種溫度幾乎可以殺死大氣中所有的生命。許多細菌生存在嚴苛的環境，生存在水壓極高的深海，生存在極為乾燥、寒冷與真空，以及充滿酸性物質的世界。在宇宙中生存對細菌、苔蘚等遠古生命來說似乎沒什麼困難。事實上，科學家已經證明緩步動物能夠生存在真空中。
最近期的研究顯示，假如保護細菌不受輻射破壞（比如藏在流星、彗星裡），牠們可以用類似冬眠的方式存活上百萬年。此外，甚至有一種具輻射阻抗（radioresistant）的輻射阻抗菌（抗輻射奇異球菌），可以在輻射照射下存活。NASA在他們的實驗室裡複製了太空的嚴苛環境，製造出囊泡的原型，而這些囊泡扮演了創造原始生命的重要角色。

### 孢子
孢子可能是另一種能穿梭宇宙的生命形態。孢子形成了後來的植物、藻類、菌類植物與原生動物，而細菌則在壓力下形成後來的芽孢與微生物囊腫（Microbial cyst）之類的組織結構。這類組織結構可以在紫外線、伽馬射線、乾燥、溶菌酶、飢餓、溫度等刺激下，從停止的新陳代謝中恢復活動。孢子能在嚴苛環境中保存，直到環境變得適合就開始發芽生長，即使這些環境與牠原本生存的環境截然不同。

### 潛在的生命棲息地
許多研究顯示，在類地球行星（比如火星）上可能存在著生命。火星曾經擁有過流動的河川，科學家在火星上發現峽谷之類的痕跡，這也在後來的火星探測得到確認。在2006年12月，馬琳（Michael C. Malin）所屬的研究機構發表了一篇科學期刊，說明火星探測器（漫遊者）傳回來的畫面裡證實了火星曾在這5年內有過河流。
月球也曾有過水，因此可以推測太陽系的其他衛星也會有水。雖然這些水在月球表面上都是冰塊，但在月球的深處，仍會因為內核的溫度而融化成液態水。這種極端的環境在全宇宙都存在著。如同月球的冰層，地球在沃斯托克湖的冰層裡，就可能藏有數百萬年前的生命體。另一方面，科學家也在地殼裡溫熱的岩石中找到存活的細菌。

### 外星生命
地球是宇宙中人類唯一知道存在著生命的地方。我們透過德雷克公式計算在一個星系（如太陽系）遇到有智慧的文明的機率，得到的結果是機會非常的低。但是將這個數字放到整個宇宙的話，除了地球外，其他地方也有文明的可能性幾乎是肯定的。雖然，要做星際間的旅行必須花費極多的時間與資源，仍然有許多類似搜尋地外文明計劃（SETI）的組織不斷探測著外星的文明。
天體生物學提出的地球殊異假說，說明了造就高等生物等多細胞生物的條件在宇宙中十分嚴苛，但是也認為宇宙中充滿了單細胞的微生物。

#### 宇宙中流竄的有機分子
2008年，對從默奇森隕石找出的化合物所做的12C/13C同位素比率的分析報告來看，附著在隕石上的這些物質，來源並非地球。這些物質在生物學上，近似於尿嘧啶、核鹼基與黃嘌呤。這表示許多造就地球上的生命的化合物曾經出現在早期的太陽系裡面，它們很可能就是生命之源。而在2009年8月，美國太空總署的科學家也從彗星上首次找到氨基乙酸，它是一種能夠構成生命的基礎化學物質。

#### 進行中的研究
- 1976年登陸火星的維京號進行了許多生物實驗，並在最初的結論中達到了NASA的某些生命檢測指標。但隨後的分析中，大多數科學家相信此結果由非生物化學反應導致。因為火星土壤中的氧化劑可能影響分析的結果。儘管如此，生物實驗的設計者仍認為這個分析結果可能證實火星上存在（過）生命[36]。

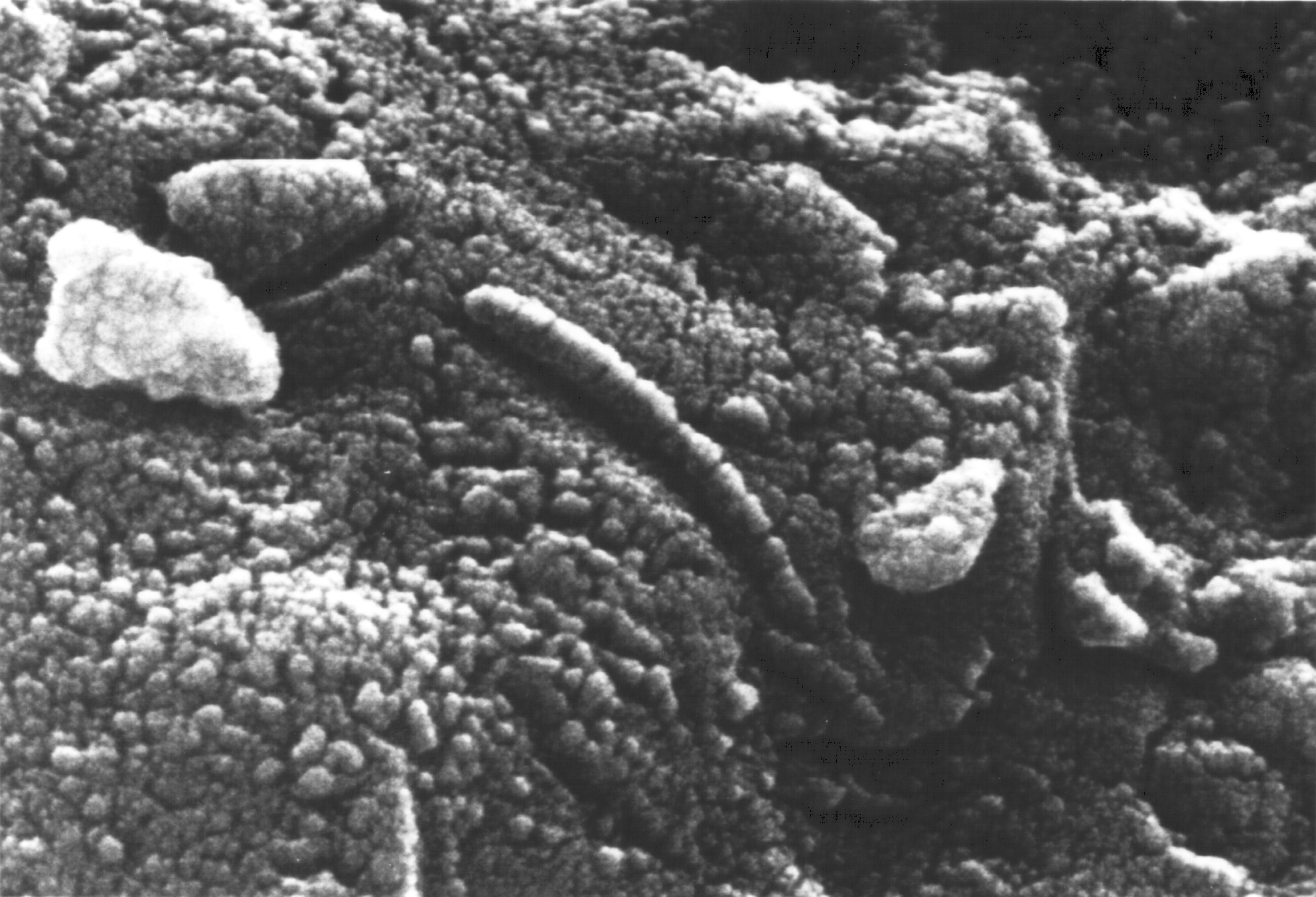
從艾倫丘陵隕石84001發現的微觀結構（Microscopic scale）被認為是生命起源的火星細菌微型化石

- 來自火星，於1996年發現的艾倫丘陵隕石84001上，發現了類似地球細菌的微觀結構。當這個消息公佈後立刻登上了新聞頭條，許多人都相信那是化石，是外星存在生命的證據。直到，許多專家都認為那並不能說明是生命，而可能是有機化合物後才漸漸降溫。然而，到了2009年11月，一個林顿·约翰逊太空中心的科學團隊在重新分析隕石後，重申這項發現能證明「遠古時代的火星存在生命」[37][38]。
- 在2001年5月11日，迪亞多（Geologist Bruno D'Argenio）與格瑞奇（Giuseppe Geraci）兩位學者聲稱在隕石裡發現活著的外星細菌。並聲稱這些細菌的DNA與地球上的生命完全不同[39][40][41]。
- 2001年，一個由維克拉瑪辛赫（Chandra Wickramasinghe）所領導的英國與印度學者組成的團隊宣布，在海得拉巴取得結成塊狀的活細胞樣本（或許與喀拉拉紅雨有關）。維克拉瑪辛赫認為這些來自41公里高空的細菌，是真空環境下細菌存活的直接證據[42][43][44][45]。他們從濾網上發現了兩種細菌與一種真菌，這些分別是Bacillus simplex、Staphylococcus pasteuri與Engyodontium album[46]。

一份來自NASA艾姆斯研究中心（NASA Ames Research Center）的報告認為地球上的生命不可能進入那麼高的位置。伯恩斯坦（Max Bernstein）是這個研究中心的學者，他認為與其相信地球上的生命去了那麼高的位置，還不如相信那邊的生命是來自外太空。
- 2005年，印度太空研究組織（ISRO）決定進一步研究。在2005年4月10日，他們從20到40公里的高空中取得6個不同高度的空氣樣本，並在不受汙染下將樣本置入試管。

這些樣本在印度的兩個實驗室裡進行分析，一共找到12種細菌與6種真菌。其中有3種細菌是新發現的品種，比起地表上的細菌，這些新品種對紫外線更具抵抗力。
而無論是地球上的細菌還是外來的細菌，要在這樣的高度生存，其抗紫外線能力是重要的生存條件。

#### 爭論
當阿波羅12號把測量員3號登月太空船帶回地球時，NASA的研究團隊在登月太空船上發現一些活在攝影機中的鏈球菌。他們相信這些細菌是先前測量員3號進行登月行動時從地球帶上去的。然而取回測量員3號的研究員傑弗（Leonard D. Jaffe）卻不這麼認為。而NASA也在2007年開始相關調查，企圖在測量員3號所傳回的影像裡尋找其他證據。

## 其他觀點
- 生命是在氫、碳、氮、氧、鐵、磷與硫於適當的密度、溫度下進行化學反應的產物。這些條件在宇宙並不常見，因此局限了生命的擴張。首先，碳、氮與氧只在星球產生與毀滅時才被製造出來。其次，產生生命所需的密度，需要太陽系中的分子雲塵(109–1012 particles/m3)。第三點，氣溫必須適當。然而，假如生命已經存在的話，不需滿足以上條件就可能存活。因此，泛種論沒有前述的問題，唯一的問題是，生命究竟可不可能穿梭整個宇宙，並找到適合的生存環境。此外，這些生命的生存條件也可能和地球上的生命不同，因此所謂的適合的生存環境也可能與我們想象的完全不同。2010年的一項研究聲稱發現了靠砷存活的生命[51]，但這一結果被大多數其他研究者反對[52][53]。
- 太空中的環境十分惡劣，生命會曝露在輻射線、宇宙線與星風。但是，研究南極冰河裡的DNA後，發現它的生物学半衰期大約是110萬年。因此，若是用冰保護生命，這麼久的時間，是可能穿梭整個太陽系的[54]。像是冰核為主的彗星或隕石，就可能成為生命的護盾，隔絕太空中的危害。即使沒有冰，輻射阻抗菌也是目前已知，能在輻射、冰冷與真空下生存的物種。
- 許多人認為細菌無法在強烈的高溫與撞擊下存活，但是並沒有絕對的證據能夠確認或是否絕這點。然而，進入地球的隕石事實上大多數都不熱，反而是相當冰冷的。比如，哥倫比亞號太空梭從63公里高的中間層到達地表後，在一個4公斤重的鎖內發現上百條的線蟲，且它們未遭到高溫破壞。雖然這不是一個好的例子（畢竟鎖是人造物），但是它對生命可能由太空進入地表增加許多想像空間[55]。

## 引導性泛種論
引導性泛種論，又稱意導泛種論，是由諾貝爾獎得主弗朗西斯·克里克與莱斯利·奥格尔（Leslie Orgel）共同提出。其內容是說在宇宙中所散播生命並非自然隨機發生，而是由先進的外星文明刻意所為。之後，生物學家認為RNA世界學說就說明了生命的起源，然而克里克卻認為生命不太可能源自地球。
定向星源論說明了一種將地球生命散播到其他星系的方法。
比如，將微生物裝載後，用0.0001光速（每秒30,000公尺）射向10到100光年的位置需要0.1到1百萬年。裝載微生物的太空梭可以瞄準一團即將產生星球的星雲，或是將微生物射進彗星裡，再轉送到目標的星球。

## 相關任務

### 光子-M3太空船
光子-M3（Foton-M3，是法文「光子」之意）是歐洲發射的無人太空船。在2007年9月，經過12天的任務後光子-M3返回地球。這個太空船升空的目的是為了進行流體力學、生物學、輻射曝曬、天體生物學等。太空船帶著許多東西升空，其中地衣也曝曬在太空的輻射下。此外，科學家也讓太空船帶上了玄武岩，以研究存活在上面的微生物在太空船返回時是否能存活。有一些細菌、孢子與緩步門動物在宇宙線曝曬下仍成功存活下來。

### 生命星際飛行試驗
生命星際飛行試驗（Living Interplanetary Flight Experiment）是一個由行星學會發起的實驗。其內容包括將幾種特定的微生物放在一個小盒子裡送進太空，進行一個為期三年的行星之旅。這個實驗的目的是為了測試生命是否可以在太空中存活數年。該計畫的飛行器最後由於程序錯誤，未能飛離地球軌道，終告任務失敗。

## 外部連結
- A.E.Zlobin, 2013, Tunguska similar impacts and origin of life (mathematical theory of origin of life; incoming of pattern recognition algorithm due to comets) （页面存档备份，存于）
- Cosmic Ancestry: Life comes from space because life comes from life （页面存档备份，存于）, by Brig Klyce
- http://www.panspermia-society.com/ （页面存档备份，存于）
- Did Life Come from Another World? Scientific American, November 2005.
- Creationism versus Darwinism: A third alternative （页面存档备份，存于）, by N. Chandra Wickramasinghe & Brig Klyce
- The Orgueil meteorite hoax
- About stromatolites （页面存档备份，存于）
- http://www.panspermia.org/ （页面存档备份，存于） — Modern panspermia advocates.  This site claims cosmic ancestry; not only that life on Earth originated in space, but that life has existed since the beginning of time, as well as an alternative explanation of evolution.
- http://www.iscid.org/brig-klyce-chat.php （页面存档备份，存于） — cosmic ancestry
- http://www.nature.com/nsu/040216/040216-20.html （页面存档备份，存于）
- http://www.ideacenter.org/contentmgr/showdetails.php/id/849 （页面存档备份，存于） — Panspermia criticism from the intelligent design community
- Francis Crick's handwritten notes (PDF) （页面存档备份，存于） for a lecture on Directed Panspermia, dated 5 November 1976.
- panspermia from Earth to other planets,beinspace
- https://web.archive.org/web/20071016151040/http://tonderai.co.uk/earth/origins.php#limits
- Discovery Channel （页面存档备份，存于） — Space shuttle "Columbia" proves that atmosphere entry is possible
- Mysterious red cells might be aliens （页面存档备份，存于） — CNN Report by Jebediah Reed
- Red rain in India （页面存档备份，存于）